# Campeonato Sul-Americano de Voleibol Masculino Sub-21 de 1976
O Campeonato Sul-Americano de Voleibol Masculino Sub-21 de 1976 foi a terceira edição deste torneio de categoria juvenil, disputado por seleções sul-americanas e ocorrendo a cada dois anos, cuja competição foi organizada pela Confederação Sul-Americana de Voleibol (CSV).

## Equipes
- Argentina
- Bolívia
- Brasil
- Chile
- Colômbia
- Peru
- Uruguai
- Venezuela

## Local
- ?, La Paz, Bolívia

## Fórmula de disputa
Todas as seleções se enfrentam e ao final a seleção primeira colocada foi declarada campeã desta edição.

## Resultados
|     |           |     | Jogos | Jogos | Jogos | Sets | Sets | Sets   | Pontos | Pontos | Pontos |
| Pos | Equipe    | Pts | T     | V     | D     | V    | P    | R      | V      | P      | R      |
| --- | --------- | --- | ----- | ----- | ----- | ---- | ---- | ------ | ------ | ------ | ------ |
| 1   | Brasil    | 14  | 7     | 7     | 0     | 21   | 1    | 21.000 | 333    | 221    | 1.507  |
| 2   | Argentina | 13  | 7     | 6     | 1     | 18   | 4    | 4.500  | 325    | 244    | 1.332  |
| 3   | Venezuela | 12  | 7     | 5     | 2     | 15   | 8    | 1.875  | 272    | 306    | 0.889  |
| 4   | Colômbia  | 10  | 7     | 3     | 4     | 11   | 14   | 0.786  | 312    | 341    | 0.915  |
| 5   | Peru      | 9   | 7     | 2     | 5     | 10   | 16   | 0.625  | 192    | 322    | 0.596  |
| 6   | Bolívia   | 9   | 7     | 2     | 5     | 10   | 18   | 0.556  | 192    | 322    | 0.596  |
| 7   | Uruguai   | 9   | 7     | 2     | 5     | 9    | 19   | 0.474  | 192    | 322    | 0.596  |
| 8   | Chile     | 8   | 7     | 1     | 6     | 5    | 19   | 0.263  | 192    | 322    | 0.596  |

| Data   | Hora |           | Placar |           | Set 1 | Set 2 | Set 3 | Set 4 | Set 5 | Total | Relatório |
| ------ | ---- | --------- | ------ | --------- | ----- | ----- | ----- | ----- | ----- | ----- | --------- |
| 13 set | ?    | Venezuela | 3–1    | Uruguai   | 13–15 | 15–9  | 15–12 | 15–11 |       | 58–47 | Resultado |
| 13 set | ?    | Brasil    | 3–0    | Chile     | 15–4  | 15–2  | 15–1  |       |       | 45–7  | Resultado |
| 14 set | ?    | Argentina | 3–0    | Peru      | 15–8  | 15–5  | 15–4  |       |       | 45–17 | Resultado |
| 14 set | ?    | Bolívia   | 3–2    | Colômbia  | 15–5  | 13–15 | 10–15 | 15–7  | 15–13 | 68–55 | Resultado |
| 15 set | ?    | Brasil    | 3–1    | Uruguai   | 15–6  | 11–15 | 15–9  | 15–4  |       | 56–34 | Resultado |
| 15 set | ?    | Chile     | 3–1    | Bolívia   | 15–11 | 10–15 | 15–11 | 15–13 |       | 55–50 | Resultado |
| 15 set | ?    | Venezuela | 3–1    | Peru      | 15–4  | 13–15 | 15–8  | 15–3  |       | 58–30 | Resultado |
| 15 set | ?    | Argentina | 3–0    | Colômbia  | 15–6  | 15–12 | 15–2  |       |       | 45–20 | Resultado |
| 16 set | ?    | Colômbia  | 3–0    | Chile     | 15–5  | 15–8  | 15–3  |       |       | 45–16 | Resultado |
| 16 set | ?    | Argentina | 3–0    | Venezuela | ?–?   | ?–?   | ?–?   |       |       | 0–0   | Resultado |
| 16 set | ?    | Brasil    | 3–0    | Peru      | ?–?   | ?–?   | ?–?   |       |       | 0–0   | Resultado |
| 17 set | ?    | Venezuela | 3–0    | Colômbia  | 17–15 | 15–13 | 15–9  |       |       | 47–37 | Resultado |
| 17 set | ?    | Bolívia   | 3–1    | Peru      | ?–?   | ?–?   | ?–?   |       |       | 0–0   | Resultado |
| 17 set | ?    | Uruguai   | 3–2    | Chile     | ?–?   | ?–?   | ?–?   |       |       | 0–0   | Resultado |
| 17 set | ?    | Brasil    | 3–0    | Argentina | 15–7  | 15–4  | 15–1  |       |       | 45–12 | Resultado |
| 18 set | ?    | Colômbia  | 3–2    | Peru      | 15–9  | 14–16 | 15–12 | 13–15 | 15–6  | 72–58 | Resultado |
| 18 set | ?    | Brasil    | 3–0    | Bolívia   | 15–3  | 15–7  | 15–5  |       |       | 45–15 | Resultado |
| 18 set | ?    | Argentina | 3–0    | Uruguai   | 15–5  | 15–8  | 15–8  |       |       | 45–21 | Resultado |
| 19 set | ?    | Peru      | 3–1    | Uruguai   | ?–?   | ?–?   | ?–?   |       |       | 0–0   | Resultado |
| 19 set | ?    | Venezuela | 3–0    | Bolívia   | ?–?   | ?–?   | ?–?   |       |       | 0–0   | Resultado |
| 19 set | ?    | Argentina | 3–0    | Chile     | ?–?   | ?–?   | ?–?   |       |       | 0–0   | Resultado |
| 20 set | ?    | Argentina | 3–1    | Bolívia   | 15–1  | 11–15 | 15–11 | 15–3  |       | 56–30 | Resultado |
| 20 set | ?    | Brasil    | 3–0    | Venezuela | 15–7  | 15–5  | 15–4  |       |       | 45–16 | Resultado |
| 20 set | ?    | Colômbia  | 3–0    | Uruguai   | 17–15 | 15–13 | 15–13 |       |       | 47–41 | Resultado |
| 20 set | ?    | Peru      | 3–0    | Chile     | ?–?   | ?–?   | ?–?   |       |       | 0–0   | Resultado |
| 21 set | ?    | Venezuela | 3–0    | Chile     | 15–6  | 15–5  | 17–15 |       |       | 47–26 | Resultado |
| 21 set | ?    | Brasil    | 3–0    | Colômbia  | 15–12 | 15–6  | 15–3  |       |       | 45–21 | Resultado |

## Classificação final
| Pos. | Equipe             |
| ---- | ------------------ |
| 1    | Brasil (3º título) |
| 2    | Argentina          |
| 3    | Venezuela          |
| 4    | Colômbia           |
| 5    | Peru               |
| 6    | Bolívia            |
| 7    | Uruguai            |
| 8    | Chile              |